# Timur Kapadze
Timur Takhirovich Kapadze (Ferganá, Uzbekistán, 5 de septiembre de 1981) es un exfutbolista y entrenador uzbeko-georgiano. Actualmente dirige a la selección de Uzbekistán.

## Trayectoria

### Como jugador

#### Neftchi Ferghana
Comenzó su carrera profesional en 1998 como jugador de Neftchi Ferghana. Jugó en el Neftchi Ferghana hasta finales de 2001. Durante este tiempo, participó en 14 partidos y logró marcar dos goles. Junto con Neftchi Ferghana, ganó las medallas de oro de la Super Liga de Uzbekistán en 2001, y en la temporada de 1998, 1999 y 2000 las medallas de plata del campeonato nacional. 

#### Pajtakor Tashkent
En el 2002 se unió al FC Pajtakor Tashkent. Junto con el club de Taskent, seis veces seguidas se convirtió en el campeón de Uzbekistán, y también seis veces seguidas ganó la Copa de Uzbekistán. En 2007, ganó la Copa de Campeones de la Commonwealth. Además, en 2003 y 2004 alcanzó las semifinales de la Liga de Campeones de la AFC con el Pakhtakor. Hasta finales de 2007 jugó en el Pakhtakor, y fue uno de sus dirigentes. En total, disputó 152 partidos en Pakhtakor y marcó 28 goles.

#### Bunyodkor Tashkent
A principios de 2008, se unió al FK Bunyodkor Tashkent. Como jugador del club también se convirtió en uno de los líderes del equipo. Junto con Bunyodkor Kapadze se convirtió tres veces seguidas en el campeón de Uzbekistán, ganó dos veces la Copa de Uzbekistán, una vez ganó medallas de plata de la Copa de Uzbekistán. Además, en el 2008 alcanzó las semifinales de la Liga de Campeones de la AFC. Jugó en el Bunyodkor hasta finales de 2010, y durante este tiempo jugó para el club 70 partidos y marcó 11 goles.

#### Incheon United F. C.
En febrero de 2011, Timur Kapadze se unió al Incheon United de Corea del Sur, donde jugó hasta el final de la temporada. Jugó 28 partidos y marcó cuatro goles.

#### Sarja F. C.
En enero de 2012 se unió al club de los EAU — Al Sharjah, donde jugó hasta junio del mismo año. Durante ese tiempo, jugó para el club de los Emiratos Árabes Unidos solo nueve veces.

#### F. C. Aktobe
En junio de 2012 se unió al Aktobe de Kazajistán y jugó para el club hasta finales de 2014. Como parte de Aktobe en 2013 se convirtió en campeón de Kazajistán y en 2014 ganó la medalla de plata del campeonato de Kazajistán. Además, en 2014 ganó la Supercopa de Kazajistán.

#### Lokomotiv Tashkent
En enero de 2015 regresó a Uzbekistán y firmó un contrato con el Lokomotiv Tashkent. Junto con el Lokomotiv Tashkent dos veces seguidas en las temporadas de 2016 y 2017 se convirtió en campeón de Uzbekistán, y en la temporada de 2015 ganó medallas de plata del campeonato de Uzbekistán. También en 2016 y 2017 ganó la Copa de Uzbekistán, y en 2015 la Supercopa de Uzbekistán.
Jugó para el Lokomotiv Tashkenthasta finales de 2017. En el otoño de 2017, anunció el final de su carrera como futbolista al final de la temporada de 2017. Durante la actuación de Kapadze en el Lokomotiv Tashkent, fue su capitán. 
El partido de despedida de Timur Kapadze tuvo lugar el 4 de diciembre de 2017, en la final de la Copa de Uzbekistán, en la que se enfrentaron Lokomotiv Tashkent y Bunyodkor. El partido terminó con un marcador de 1: 0 a favor de Lokomotiv Tashkent. Al partido asistieron varios funcionarios y especialistas de fútbol y deportes de Uzbekistán, en particular el presidente de la Federación de Fútbol de Uzbekistán, Umid Ahmadjanov, así como el presidente de la AFC, Salman Bin Ibrahim Al-Khalifa.

### Como director técnico
Al final de su carrera como futbolista, anunció el comienzo de la función de entrenador. El 15 de febrero de 2018, Kapadze fue nombrado segundo entrenador de la selección nacional de Uzbekistán.

## Selección nacional
Del 2002 a 2015, Timur Kapadze jugó para la selección nacional de Uzbekistán y participó en cuatro Copas Asiáticas de la AFC. Su debut con la selección nacional lo jugó el 14 de mayo de 2002 en un amistoso contra Eslovaquia. Su primer gol con la selección nacional de Uzbekistán lo marcó el 17 de noviembre de 2003 en el partido contra Tayikistán. En poco tiempo, Timur Kapadze se convirtió en uno de los líderes de la selección nacional.

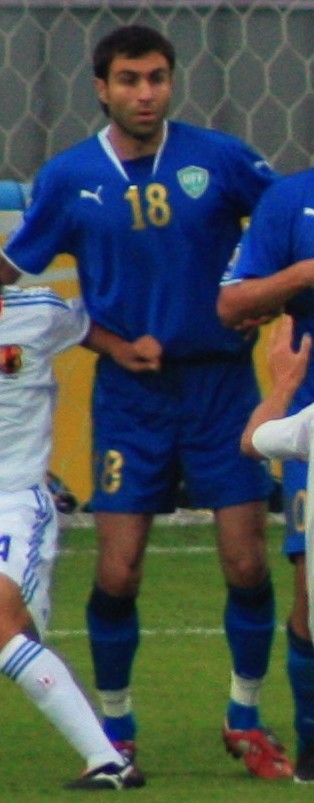
Timur Kapadze con la selección de Uzbekistán

Participó con la selección nacional en cuatro torneos finales de la Copa Asiática de la AFC. En el 2004, participó en cuatro partidos hasta cuartos de final, en el 2007 jugó cuatro partidos y anotó dos goles, secutivamente en cuartos de final, en la Copa Asiática de 2011 jugó seis partidos y se convirtió en semifinalista del torneo. En la Copa de Asia 2015 jugó dos partidos, y la selección de Uzbekistán se detuvo en los cuartos de final.
Kapadze disputó 119 partidos con la selección. Además, Timur Kapadze fue uno de los vicecapitanes de la selección de Uzbekistán, e incluso en algunos partidos salió al campo con un brazalete de capitán.

#### Participaciones internacionales
| Competición        | Sede                                | Resultado        | Partidos | Goles |
| ------------------ | ----------------------------------- | ---------------- | -------- | ----- |
| Copa Asiática 2004 | China                               | Cuartos de final | 4        | 0     |
| Copa Asiática 2007 | Indonesia Malasia Tailandia Vietnam | Cuartos de final | 4        | 0     |
| Copa Asiática 2011 | Catar                               | Cuarto lugar     | 6        | 0     |
| Copa Asiática 2015 | Australia                           | Cuartos de final | 3        | 0     |

#### Participaciones en eliminatorias
| Eliminatoria               | Sede      | Resultado | Partidos | Goles |
| -------------------------- | --------- | --------- | -------- | ----- |
| Clasificación Mundial 2006 | Alemania  | Eliminado | 11       | 0     |
| Clasificación Mundial 2010 | Sudáfrica | Eliminado | 15       | 3     |
| Clasificación Mundial 2014 | Brasil    | Eliminado | 16       | 1     |

### Goles internacionales
| N.  | Fecha                   | Sede                                       | Rival                  | Gol | Resultado | Competición                      |
| --- | ----------------------- | ------------------------------------------ | ---------------------- | --- | --------- | -------------------------------- |
| 1.  | 17 de noviembre de 2003 | Estadio Rajamangala, Bangkok               | Tayikistán             | 3-0 | 4–1       | Clasificación Copa Asiática 2004 |
| 2.  | 14 de julio de 2007     | Estadio Nacional Bukit Jalil, Kuala Lumpur | Malasia                | 2-0 | 5–0       | Clasificación Copa Asiática 2007 |
| 3.  | 18 de julio de 2007     | Estadio Shah Alam, Selangor                | China                  | 2-0 | 4–0       | Clasificación Copa Asiática 2007 |
| 4.  | 17 de octubre de 2008   | Estadio Pakhtakor Markaziy, Taskent        | China Taipéi           | 3-0 | 9–0       | Clasificación Mundial 2010       |
| 5.  | 26 de marzo de 2008     | Estadio Pakhtakor Markaziy, Taskent        | Arabia Saudita         | 1-0 | 3–1       | Clasificación Mundial 2010       |
| 6.  | 2 de junio de 2008      | Estadio Nacional, Singapur                 | Singapur               | 1-1 | 3–7       | Clasificación Mundial 2010       |
| 7.  | 18 de noviembre de 2009 | Estadio Nacional Bukit Jalil, Kuala Lumpur | Malasia                | 1-3 | 1–3       | Clasificación Copa Asiática 2014 |
| 8.  | 11 de noviembre de 2011 | Estadio Pakhtakor Markaziy, Taskent        | Corea del Norte        | 1-0 | 1–0       | Clasificación Mundial 2014       |
| 9.  | 13 de agosto de 2012    | Estadio Internacional de Amán, Amán        | Jordania               | 0-1 | 0–1       | Partido amistoso                 |
| 10. | 14 de octubre de 2014   | Estadio Jeque Zayed, Bangkok               | Emiratos Árabes Unidos | 0-1 | 0–4       | Partido amistoso                 |

## Clubes

### Como jugador
| Equipo               | País          | Año           | PJ  | G  |
| -------------------- | ------------- | ------------- | --- | -- |
| FK Neftchi Fergana   | Uzbekistán    | 1998-2001     | 14  | 2  |
| Pajtakor Tashkent    | Uzbekistán    | 2002-2007     | 152 | 28 |
| Bunyodkor Tashkent   | Uzbekistán    | 2008-2010     | 70  | 11 |
| Incheon United F. C. | Corea del Sur | 2011          | 28  | 4  |
| Sarja F. C.          | EAU           | 2012          | 9   | 0  |
| FC Aktobe            | Kazajistán    | 2012-2015     | 69  | 10 |
| Lokomotiv Tashkent   | Uzbekistán    | 2015-2017     | 80  | 11 |
| Total carrera        | Total carrera | Total carrera | 422 | 66 |

### Como director técnico
| Equipo            | País       | Año           |
| ----------------- | ---------- | ------------- |
| Uzbekistán        | Uzbekistán | 2018          |
| Uzbekistán sub-19 | Uzbekistán | 2019-presente |
| F.C Olympic       | Uzbekistán | 2021-2024     |
| Uzbekistán sub-23 | Uzbekistán | 2022-2024     |
| Uzbekistán        | Uzbekistán | 2025-presente |

### Como segundo director técnico
| Equipo                  | País       | Año       |
| ----------------------- | ---------- | --------- |
| Selección de Uzbekistán | Uzbekistán | 2018      |
| Lokomotiv Tashkent      | Uzbekistán | 2018-2019 |
| Lokomotiv Tashkent      | Uzbekistán | 2020      |

## Estadísticas

### Estadísticas como director técnico
| Competición                    | Partidos | Victorias | Empates | Derrotas |
| ------------------------------ | -------- | --------- | ------- | -------- |
| Super Liga de Uzbekistán       | 28       | 8         | 15      | 5        |
| Primera Liga de Uzbekistán     | 20       | 9         | 4       | 7        |
| Copa de Uzbekistán             | 9        | 4         | 1       | 4        |
| Copa Asiática Sub-23 de la AFC | 4        | 2         | 1       | 1        |
| Partidos amistosos             | 14       | 4         | 3       | 7        |
| Total carrera                  | 75       | 27        | 24      | 24       |

## Palmarés

### Títulos nacionales
| Título                     | Equipo             | País       | Año  |
| -------------------------- | ------------------ | ---------- | ---- |
| Super Liga de Uzbekistán   | FK Neftchi Fergana | Uzbekistán | 2001 |
| Super Liga de Uzbekistán   | Pajtakor Tashkent  | Uzbekistán | 2002 |
| Copa de Uzbekistán         | Pajtakor Tashkent  | Uzbekistán | 2002 |
| Super Liga de Uzbekistán   | Pajtakor Tashkent  | Uzbekistán | 2003 |
| Copa de Uzbekistán         | Pajtakor Tashkent  | Uzbekistán | 2003 |
| Super Liga de Uzbekistán   | Pajtakor Tashkent  | Uzbekistán | 2004 |
| Copa de Uzbekistán         | Pajtakor Tashkent  | Uzbekistán | 2004 |
| Super Liga de Uzbekistán   | Pajtakor Tashkent  | Uzbekistán | 2005 |
| Copa de Uzbekistán         | Pajtakor Tashkent  | Uzbekistán | 2005 |
| Super Liga de Uzbekistán   | Pajtakor Tashkent  | Uzbekistán | 2006 |
| Copa de Uzbekistán         | Pajtakor Tashkent  | Uzbekistán | 2006 |
| Super Liga de Uzbekistán   | Pajtakor Tashkent  | Uzbekistán | 2007 |
| Copa de Uzbekistán         | Pajtakor Tashkent  | Uzbekistán | 2007 |
| Super Liga de Uzbekistán   | Bunyodkor Tashkent | Uzbekistán | 2008 |
| Copa de Uzbekistán         | Bunyodkor Tashkent | Uzbekistán | 2008 |
| Super Liga de Uzbekistán   | Bunyodkor Tashkent | Uzbekistán | 2009 |
| Super Liga de Uzbekistán   | Bunyodkor Tashkent | Uzbekistán | 2010 |
| Copa de Uzbekistán         | Bunyodkor Tashkent | Uzbekistán | 2010 |
| Liga Premier de Kazajistán | FC Aktobe          | Kazajistán | 2013 |
| Supercopa de Kazajistán    | FC Aktobe          | Kazajistán | 2014 |
| Supercopa de Uzbekistán    | Lokomotiv Tashkent | Uzbekistán | 2014 |

### Distinciones individuales
| Distinción                                | Año  |
| ----------------------------------------- | ---- |
| Entrenador del año de Uzbekistán del 2021 | 2022 |